# Crematogaster politula
Crematogaster politula är en myrart som beskrevs av Auguste-Henri Forel 1902. Crematogaster politula ingår i släktet Crematogaster och familjen myror. Inga underarter finns listade i Catalogue of Life.